# Linos Makwaza
Linos Makwaza (ur. 4 grudnia 1965) – zambijski piłkarz grający na pozycji pomocnika. W swojej karierze rozegrał 34 mecze i strzelił 5 goli w reprezentacji Zambii.

## Kariera klubowa
W swojej karierze piłkarskiej Makwaza grał w klubie Power Dynamos. Wywalczył z nim między innymi trzy mistrzostwa Zambii w sezonach 1991, 1994 i 1997 oraz dwa Puchary Zambii w latach 1990 i 1997.

## Kariera reprezentacyjna
W reprezentacji Zambii Makwaza zadebiutował 19 czerwca 1988 w przegranym 0:4 towarzyskim meczu z Koreą Południową, rozegranym w Suwonie. W 1990 roku był w kadrze Zambii na Puchar Narodów Afryki 1990. Wystąpił w nim w pięciu meczach: grupowych z Kamerunem (1:0), z Kenią (1:0, strzelił w nim gola) i z Senegalem (0:0), półfinałowym z Nigerią (0:2) oraz o 3. miejsce z Senegalem (1:0).
W 1992 roku Makwaza był w kadrze Zambii na Puchar Narodów Afryki 1992. Wystąpił na nim w dwóch meczach grupowych: z Egiptem (1:0) i z Ghaną (0:1).
W 1994 roku Makwaza został powołany do kadry na Puchar Narodów Afryki 1994. Zagrał w nim w dwóch meczach: półfinałowym z Mali (4:0) i finałowym z Nigerią (1:2).
Od 1988 do 1995 Makwaza rozegrał w kadrze narodowej 34 mecze i strzelił 5 goli.